# Palácio do Casamento (Tbilisi)
O Palácio do Casamento ou Palácio dos Rituais (em georgiano:  რიტუალების სასახლე) é um edifício em Tbilisi projetado pelos arquitetos Victor Djorbenadze e Vazha Orbeladze. Foi construído em 1984 como um local de casamento.

## História
O edifício, baseado em influências tão diversas quanto o expressionismo da década de 1920 e a arquitetura medieval da igreja georgiana, recebeu críticas mistas.
Celebridades visitantes foram frequentemente convidadas para o Palácio do Casamento - Margaret Thatcher foi presenteada com uma apresentação de dança georgiana durante sua visita em 1987, e o vocalista do Deep Purple, Ian Gillan, renovou seus votos com a esposa Bron durante a turnê em 1990.
Em 2002 foi comprado pelo oligarca Badri Patarkatsishvili para uso como residência pessoal. Em 2013, o Palácio do Casamento foi alugado para uma empresa de eventos privados e atualmente recebe casamentos, angariações de fundos e eventos corporativos. 